# Nepenthes lowii
Nepenthes lowii is een vleesetende bekerplant uit de familie Nepenthaceae. De soort is endemisch op Borneo. De bovenbekers wijken sterk af van die van andere Nepenthes-soorten; ze zijn zeer getailleerd, hebben een zeer smal peristoom (bekerrand) en een opgericht operculum (deksel) met een sterk geborstelde onderzijde.

## Ontdekkingsgeschiedenis
Nepenthes lowii is vernoemd naar Hugh Low, die hem in maart 1851 ontdekte tijdens zijn eerste beklimming van de Gunung Kinabalu. De Britse botanicus Joseph Dalton Hooker maakte de formele beschrijving in 1859.

## Beschrijving

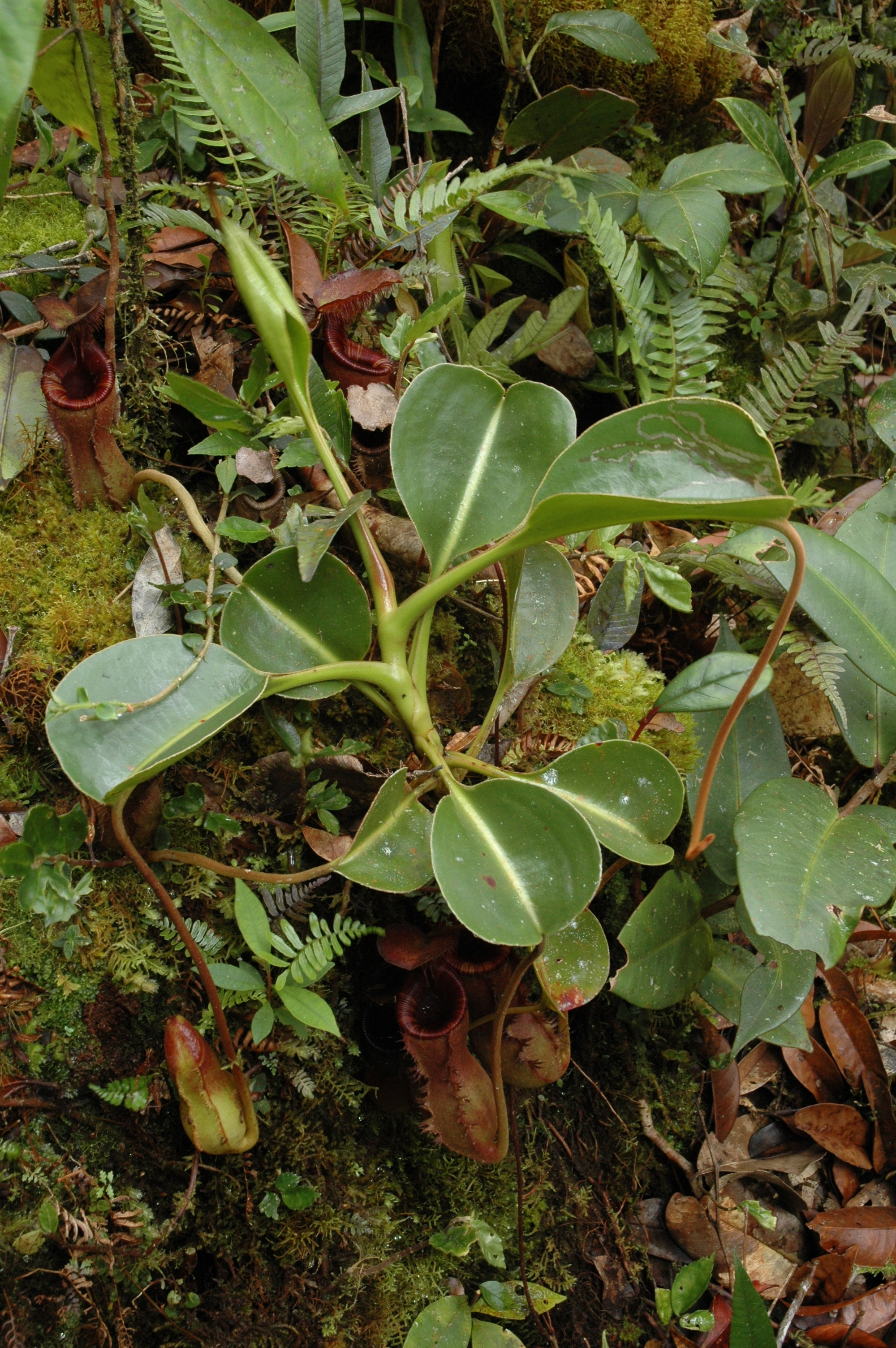
Jonge bladrozet met onderbekers

Nepenthes lowii is een klimplant. De stengel kan ruim tien meter lang worden en heeft een maximale diameter van twee centimeter. De internodiën worden tot acht centimeter lang. De leerachtige, lancetvormige bladeren meten maximaal 9 bij 30 centimeter en hebben een bladsteel die tot wel 14 centimeter lang wordt. De ranken waaraan de vangbekers groeien worden maximaal 20 centimeter en zijn meestal niet gekruld.
De plant is vrijwel geheel kaal. Alleen de bloeiwijzen, de randen van de rozetbladeren en de plantdelen in ontwikkeling zijn bedekt met korte bruine haartjes.

### Vangbekers
|                                           |  |  |
| Onderbeker (links) en bovenbeker (rechts) |  |  |

Onderbekers van N. lowii worden zelden waargenomen, daar de plant al op jonge leeftijd klimt en dan vooral bovenbekers produceert. De onderbekers zijn cilindervormig met een lichte vernauwing in het midden. Ze zijn aanzienlijk kleiner dan de bovenbekers en worden tot zo'n tien centimeter hoog en vier centimeter breed. Het peristoom is tot twaalf millimeter breed en heeft opvallende ribbels. Aan de binnenzijde bedekken de klieren die de verteringsenzymen produceren de onderste helft van de beker. De wasachtige zone net onder het peristoom is in verhouding kleiner dan bij de meeste andere Nepenthes-bekers. Het operculum is bijna rond van vorm en draagt aan de onderzijde vlezige borstels van circa twee centimeter, die dicht op elkaar staan.
De bovenbekers zijn opvallend gevormd en hebben kenmerken die hen duidelijk van andere Nepenthes-bekers onderscheiden. Ze zijn bolvormig aan de onderzijde en sterk ingesnoerd in het midden. Het bovenste gedeelte is trechtervormig en loopt wijd uiteen. In tegenstelling tot bij de meeste Nepenthes-soorten zijn de bovenbekers groter dan de onderbekers. Ze worden tot 28 centimeter hoog en 10 centimeter breed. De structuur is bijna houtachtig en zeer stevig voor een Nepenthes-beker. Het peristoom bestaat enkel uit een rij kleine ribben op de bekerrand. Ook ongewoon voor een Nepenthes-beker heeft de binnenzijde van de bovenbeker geen wasachtige zone. Het ovale operculum staat ver open en meet maximaal 15 centimeter lang en 9 centimeter breed. Aan de onderzijde bevindt zich een groot aantal borstels die een lengte kunnen bereiken van twee centimeter.

## Verspreiding en leefgebied

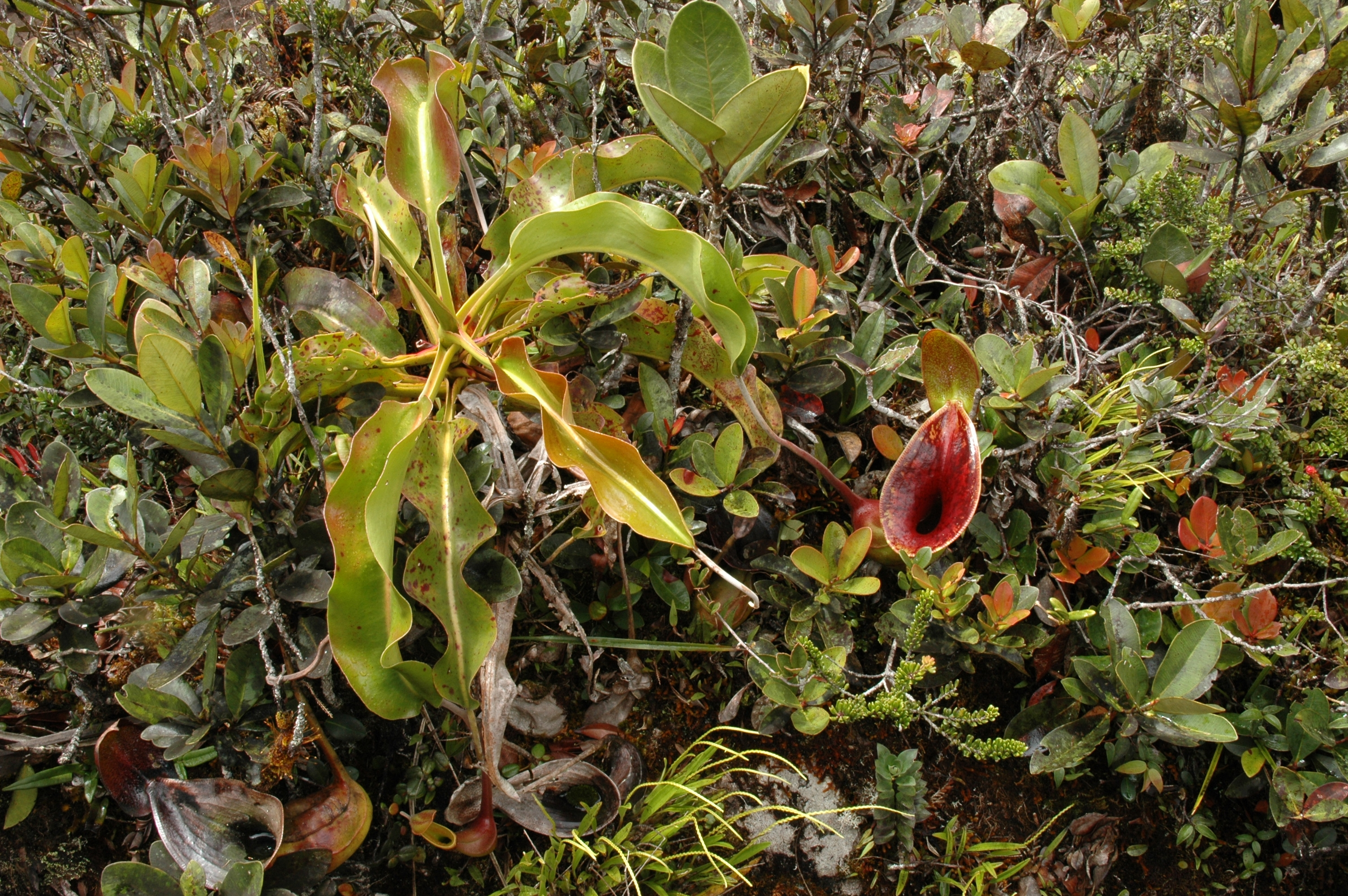
Nepenthes lowii op een bergkam van Murud, Sarawak

Nepenthes lowii is endemisch op een aantal geïsoleerde bergtoppen ('sky islands') op Borneo. Hij is aangetroffen in Sabah, het noorden van Sarawak en op een klein aantal bergen in Brunei. De plant groeit tussen de 1650 en 2600 meter boven zeeniveau.
De habitat van N. lowii bestaat uit nevelwouden en bergkamvegetatie in de bovenste montane zones. Hij groeit meestal op een dikke laag veenmos, in een substraat van oligotrofe grond, voornamelijk ultramafisch gesteente, zandsteen, graniet en kalksteen. N. lowii kan ook als epifyt groeien.

## Leefwijze

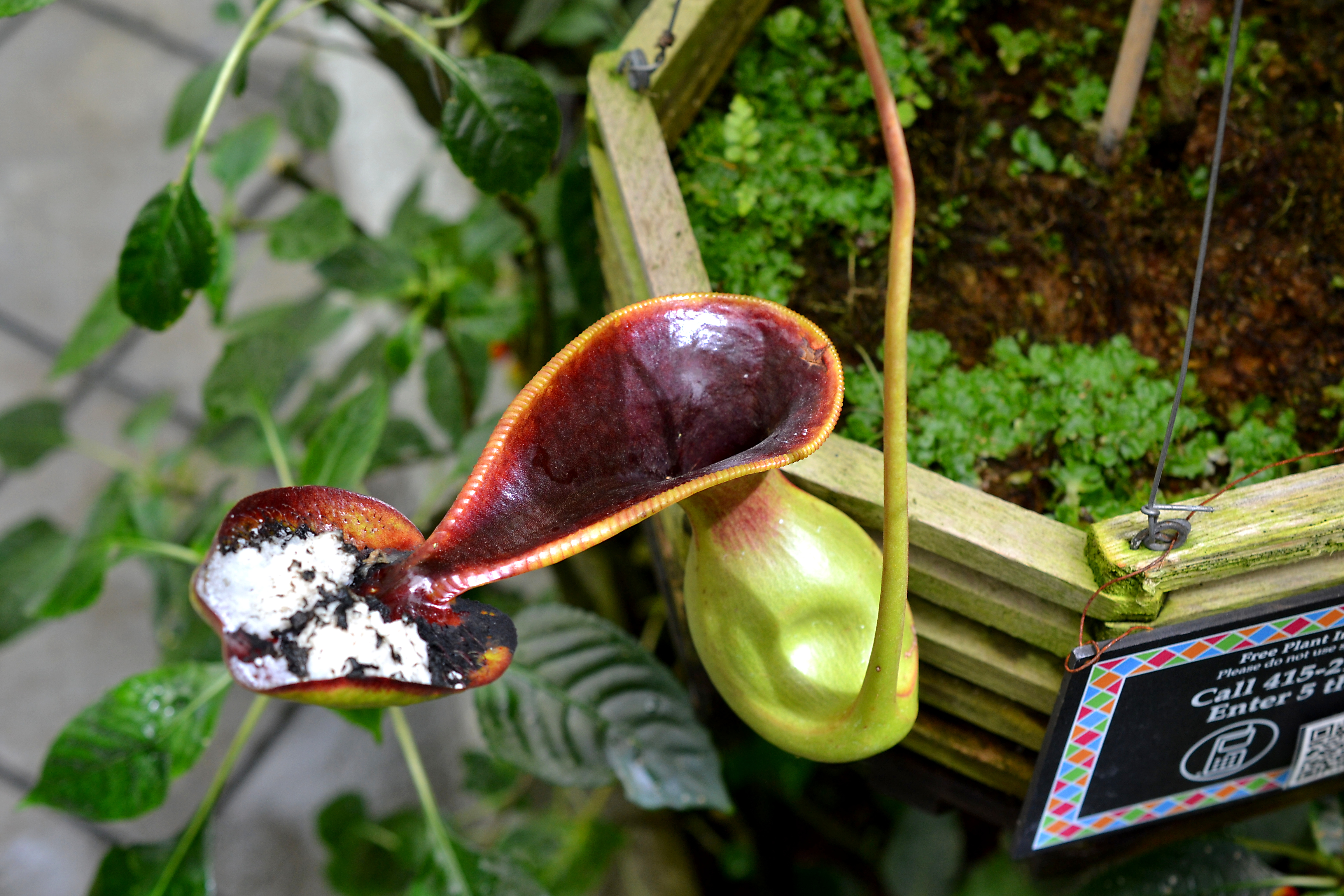
Bovenbeker van een gecultiveerd exemplaar met duidelijk zichtbare afscheiding onder het operculum

In vergelijking tot andere Nepenthes-soorten vangen de vangbekers van N. lowii weinig prooidieren. In plaats daarvan voedt de plant zich voornamelijk met de uitwerpselen van vogels en toepaja's. Deze voeden zich met de witte, dikke nectar, die tussen de borstels aan de onderzijde van het operculum wordt uitgescheiden.
Een studie in 2009 wees uit dat de plant 57 tot 100 procent van zijn voedingsstoffen uit de uitwerpselen van toepaja's onttrekt. In een ander onderzoek bleek dat de bekeropening dezelfde afmetingen had als een bergtoepaja (Tupaia montana). Ook de vangbekers van N. macrophylla en N. rajah zijn afgestemd op een voeding van toepaja-ontlasting. Bij al deze soorten is de kleur van de onderzijde van het operculum afgestemd op het zichtbaar spectrum van de bergtoepaja, waardoor het voor dit dier duidelijk afsteekt tegen de omgeving.

## Verwante soorten
Nepenthes lowii is waarschijnlijk het nauwst verwant aan N. ephippiata. De twee soorten verschillen vooral in de vorm van de bovenbekers. Die van N. ephippiata zijn in het midden minder ingesnoerd en hebben een beter ontwikkeld peristoom. Aan de onderzijde van het operculum heeft N. ephippiata korte tuberkels in plaats van de lange borstels bij N. lowii.
In 1928 plaatste B.H. Danser N. lowi in de clade Regiae, samen met de volgende veertien soorten:
- N. boschiana
- N. burbidgeae
- N. clipeata
- N. ephippiata
- N. fusca
- N. klossii
- N. maxima
- N. mollis
- N. oblanceolata[e]
- N. pilosa
- N. rajah
- N. stenophylla[f]
- N. truncata
- N. veitchii

## Natuurlijke hybriden

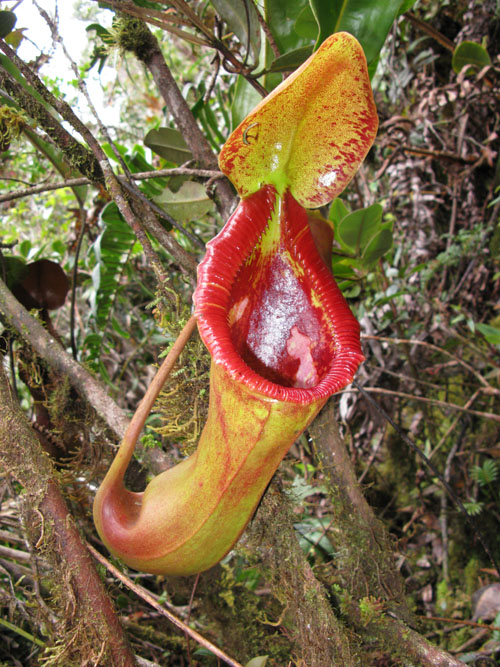
Bovenbeker N. × trusmadiensis

Nepenthes-bloemen kennen geen specifieke bloeitijd. Hierdoor gebeurt het vaak dat mannelijke en vrouwelijke bloemen niet tegelijk in elkaars nabijheid bloeien. Borneo heeft de grootste biodiversiteit aan Nepenthes-soorten en N. lowii kent daardoor meerdere natuurlijke hybriden met sympatrische verwanten. Er zijn kruisingen beschreven met N. fusca, N. macrophylla (=N. × trusmadiensis), N. stenophylla, N. hurrelliana, N. muluensis en N. veitchii. Er is één combinatie bekend met N. rajah. Mogelijk hybridiseert N. lowii ook met  N. hirsuta en N. tentaculata.
... · 
N. alata · 
N. albomarginata · 
N. ampullaria · 
N. argentii · 
N. aristolochioides · 
N. attenboroughii · 
N. bicalcarata · 
N. bokorensis · 
N. bongso · 
N. boschiana · 
N. burkei · 
N. campanulata · 
N. chaniana · 
N. danseri · 
N. deaniana · 
N. densiflora · 
N. diatas · 
N. distillatoria · 
N. edwardsiana · 
N. ephippiata · 
N. gracilis · 
N. gymnamphora · 
N. hirsuta · 
N. inermis · 
N. insignis · 
N. jamban · 
N. khasiana · 
N. lamii · 
N. leyte · 
N. lingulata · 
N. lowii · 
N. macfarlanei · 
N. macrophylla · 
N. madagascariensis · 
N. masoalensis · 
N. maxima · 
N. mirabilis · 
N. monticola · 
N. northiana · 
N. ovata · 
N. peltata · 
N. pervillei · 
N. pitopangii · 
N. rafflesiana · 
N. rajah ·
N. rhombicaulis · 
N. rosea ·
N. sanguinea · 
N. sibuyanensis · 
N. spathulata · 
N. tenax · 
N. tenuis · 
N. veitchii ·
N. ventricosa ·
N. vieillardii ·
N. villosa · 
...